# Joëlle Kopf
Pour les articles homonymes, voir Kopf.
Joëlle Kopf, née le 14 mai 1950 à Strasbourg et morte le 22 juin 2019, est une parolière française. Elle est principalement connue pour avoir écrit les paroles de la chanson de Cookie Dingler, Femme libérée.

## Biographie
Joëlle Kopf naît le 14 mai 1950 à Strasbourg.
En 1984, Joëlle Kopf, professeure de lettres et voisine à Strasbourg de Christian Dingler (leader du groupe Cookie Dingler), compose pour ce dernier les paroles de la chanson Femme libérée. Cette composition permettra à l'autrice de remporter le Grand prix de l'Union nationale des auteurs et compositeurs, dont elle intègre l'Académie et où elle y est titularisée à la sortie du disque. Un vers de la chanson lui vaut tout de même un suivi zélé de la part de l'inspection de l'Académie en raison d'une mention à la drogue (« un petit joint de temps en temps »).
Au cours de sa carrière, elle collabore avec plusieurs artistes tels que Zazie pour la chanson Adam et Yves, Patricia Kaas pour L'amour devant la mer, Calogero pour De cendres et de terre mais aussi Maxime Le Forestier, Mireille Mathieu, Phil Barney et Boris Bergman.
Joëlle Kopf a deux filles. L'une d'elles, Elsa Kopf, est compositrice et interprète.
À la fin de sa vie, elle réside à Ibiza. Elle meurt d'un cancer le 22 juin 2019, à l'âge de 69 ans,.

## Œuvre
- Adam et Yves, dans La zizanie (2002), de Zazie.
- Chanson désenchantée, dans Tour d'ivoire (1990)[6], de Phil Barney.
- Portrait de fille dans L'écho des étoiles (2000), de Maxime Le Forestier.
- De cendres et de terre, dans Au milieu des autres (1999), Calogero.
- Pour Patricia Kaas :
  - L'amour devant la mer, dans Dans ma chair (1997)
  - Y'avait tant d'étoiles, dans je te dis vous (1993)
  - Fatiguée d’attendre, dans je te dis vous (1993)
  - Je te dis Vous, sur l'album je te dis vous (1993).
  - Tropic Blues Bar, dans Scène de Vie (1990)
- Pour Mireille Mathieu, album Vous lui direz (1995) :
  - Loin de la ville où tu t'endors
  - Répondez-moi
  - Entre lui et moi
- Pour Cookie Dingler :
  - Boby building (1993)
  - Les Minettes et les mémés (1993)
  - Stock en toc (1993)
  - Où vais-je où cours-je (1993)
  - Chiquita (1993)
  - Au milieu des squales (1993)
  - Les Idées en l'air (1991)
  - Vieille star (1988)
  - Femme libérée (1985)
  - Faut pas rêver (1984)
  - Femme libérée (1984)